# Trușkî, Bila Țerkva
Trușkî (în ucraineană Трушки) este o comună în raionul Bila Țerkva, regiunea Kiev, Ucraina, formată numai din satul de reședință.

## Demografie
Componența lingvistică a comunei Trușkî
     Ucraineană (97,55%)
     Rusă (2,29%)
     Alte limbi (0,12%)
Conform recensământului din 2001, majoritatea populației comunei Trușkî era vorbitoare de ucraineană (97,55%), existând în minoritate și vorbitori de rusă (2,29%).